# Sarcomyxaceae
Sarcomyxaceae Olariaga, Huhtinen, Læssøe, J.H. Petersen & K. Hanse – rodzina grzybów znajdująca się w rzędzie pieczarkowców (Agaricales).

## Systematyka
Pozycja w klasyfikacji według Index Fungorum: Sarcomyxaceae, Agaricales, Agaricomycetidae, Agaricomycetes, Agaricomycotina, Basidiomycota, Fungi.
Według Index Fungorum bazującego na Dictionary of the Fungi rodzina Sarcomyxaceae to takson monotypowy z jednym tylko rodzajem. Należą do niego dwa gatunki.
- rodzaj Sarcomyxa P. Karst. 1891
  - gatunek Sarcomyxa edulis (Y.C. Dai, Niemelä & G.F. Qin) T. Saito, Tonouchi & T. Harada 201
  - gatunek Sarcomyxa serotina (Pers.) V. Papp 2019 – tzw. łycznik późny

Nazwa polska według W. Wojewody.